# Allgemeine-SS

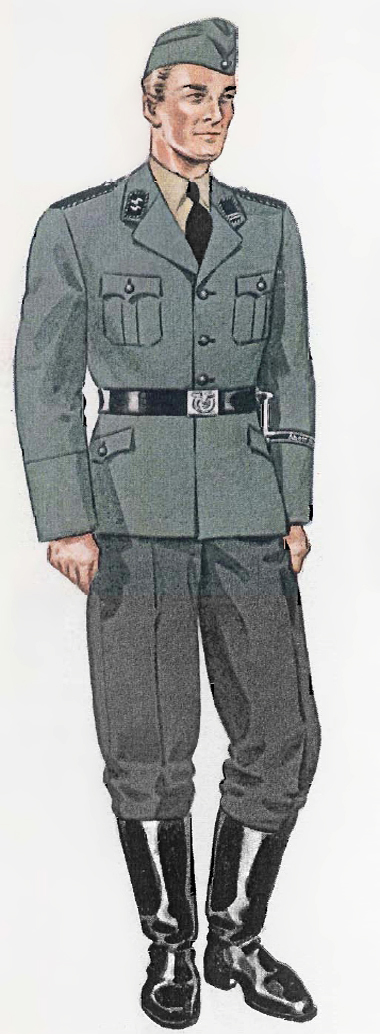
Grå SS-uniform.

Allgemeine-SS (ungefär Allmänna SS) var den största delen av Schutzstaffel.

## Tillkomst
Allgemeine-SS etablerades hösten 1934 för att skilja det ursprungliga SS från medlemmarna i SS-Verfügungstruppe och SS-Totenkopfverbände.

## Politisk organisation
Allgemeine-SS var den allmänna politiska grenen av SS. Allgemeine-SS bar fram till krigets början den "klassiska" svarta SS-uniformen.
1. Aktiva SS (18–35 års ålder)
2. SS-Reserven (35–45 års ålder)
3. SS-Stammavdelning (över 45 års ålder)

## Krigstida utveckling
Under kriget inkallades större delen av aktiva SS och SS-reserven till krigstjänst, framförallt i Waffen-SS. De svarta uniformerna lämnades in och gjordes i stor utsträckning om till uniformer för Schutzmannschaft i det ockuperade Östeuropa. I riket kvarvarande medlemmar av Allgemeine-SS fick efterhand allt fler uppgifter inom riksförsvaret. Personal från Allgemeine-SS med krigstida uppgifter bar en grå fältuniform modell 1938, med Allgemeine-SS:s gradbeteckningar. 
Bland de krigstida organisationer som sorterade under Allegemeine-SS hörde:
- SS-Bordschutzmannschaften, säkerhetsbesättning på handelsfartyg bemannade med norska, holländska eller andra sjömän från det ockuperade Västeuropa.
- SS-Industrieschutzmannschaften, SS-företagshemvärn.
- SS-Postschutz, Sonderpolizei som bildades 1942 genom sammanslagning av SS-Funkschutz (bildad 1941 för skydd av radiostationer) och Postschutz (rikspostens driftvärn bildad 1933).
- SS-Bahnschutz var sedan 1944 ansvarigt för skydd av Deutsche Reichsbahn inom riket, eftersom Bahnschutzpolizei huvudsakligen var insatt i de ockuperade länderna.

## Paramilitära grader
Allgemeine-SS grader var paramilitära grader, inte militära grader som i Wehrmacht och Waffen-SS. Det betydde att befäl i Allgemeine-SS inte kunde ge order till personal i Wehrmacht eller Waffen-SS. SS och Wehrmacht skulle däremot utbyta "kamratliga hälsningar".

Reichsführer-SS
SS-Oberstgruppenführer
SS-Obergruppenführer
SS-Gruppenführer
SS-Brigadeführer
SS-Oberführer
SS-Standartenführer
SS-Obersturmbannführer
SS-Sturmbannführer
SS-Hauptsturmführer
SS-Obersturmführer
SS-Untersturmführer
SS-Hauptscharführer
SS-Oberscharführer
SS-Scharführer
SS-Unterscharführer
SS-Rottenführer
SS-Sturmmann
SS-Mann